# Papirs d'Elefantina
Els papirs d'Elefantina és el nom donat, comunament, al conjunt d'arxius i documents que van pertànyer als membres d'una comunitat jueva i aramea de la guarnició de l'illa d'Elefantina (antic Yeb), prop d'Assuan, a l'Alt Egipte, entre 495 i 399 adC. És un conjunt destacat de la papirologia.
Les primeres indicacions de l'existència d'aquesta comunitat van ser revelades als papirs adquirits per Giovanni Belzoni. Altres textos, incloent-hi ostraka i pergamins, també van ser comprats a les darreries del segle xix. Entre els pergamins d'Elefantina hi destaca l'existència d'un grup de documents governamentals del sàtrapa persa Arsames. L'excavació arqueològica de l'illa va començar l'any 1904, proporcionant diversos arxius, els textos dels quals revelaven fascinants detalls de la vida quotidiana.
Els papirs estan escrits en arameu, la llengua franca de l'Imperi Persa Aquemènida dels segles V i IV adC, del qual formaven part Egipte i Palestina. La comunitat jueva va posseir el seu propi temple a Yahveh, a l'illa d'Elefantina, situat al costat de la capella erigida antigament per al culte al déu local Jnum.
Els principals arxius jueus són:
- Mibtahian: 11 documents jurídics, arxiu d'una família, 471-410 adC.
- Ananiah: 13 documents jurídics, arxiu d'una família, 456-402 adC.
- Yedaniah: 11 cartes i una llista, arxiu comunal, 419-407 adC.